# Мекешкин, Дмитрий Анатольевич
Дмитрий Анатольевич Мекешкин (род. 29 января 1976, Пычас, Удмуртская АССР) — российский хоккеист, защитник, тренер.

## Биография
Воспитанник Игоря Кропотина (СДЮСШОР «Ижсталь»). Дебютировал в сезоне 1991/92 в команде «Ижсталь» в розыгрыше Открытого чемпионата СССР-СНГ. В следующем году принял участие уже в трети матчей своей команды за сезон. Серебряный призёр чемпионата Европы U-18 (1994); летом на драфте НХЛ заключил контракт с клубом «Вашингтон Кэпиталз». Сыграл 11 матчей за юниорскую сборную.
Провёл три сезона в клубе «Авангарде» и в 1996-м вернулся в Ижевск. В 1998 году в результате тяжелой травмы потерял почку. Вернулся на лёд и провёл в клубе «Ижсталь» девять сезонов, участвовав в 293-х играх, забросив 10 шайб и проведя 26 результативных передач. Оставался на льду до 2003 года, после чего перешёл на тренерскую работу в СДЮСШОР «Ижсталь». В дальнейшем время принимал участие в работе тренерского штаба второй ижевской сборной. Администратор клуба «Ижсталь».